# Replit
Replit 是提供線上集成开发环境服务的公司，由Amjad Masad与Haya Odeh于2016年共同创立。 
2018年3月，Replit在其网站上推出1.0版，正式开始提供服务。
根據Replit公司介绍，他们现有10名全职雇员和110+员工，还有超过3000万用户。 ，提供超过50种编程语言的在线编译服务。 每周活跃在该平台上的开发者数量超过20万。
Replit的大部分功能是免费的，同时提供付费订阅服务，包括面向个人的“Hacker Plan”，面向学校的“Classroom K-12”与“Classroom Pro”，以及面向企业的服务计划。其中只有付费计划支持私有代码库服务。每月，该平台都会举办”Code Challenge“活动。活动的奖励主要是亚马逊礼品卡，或者是网站自身的付费订阅服务"Hacker Plan"。
Amjad Masad曾表示，他们的网站提升了用户工作与编写代码的协同性。
2016年，该公司接受Y Combinator的四百五十万美元投资。